# 于朦胧
于朦胧（英語：Alan Yu，1988年6月15日—），新疆乌鲁木齐人，汉族，中國内地歌手、演員、模特和导演。曾就读于北京现代音乐研修学院附中，大学畢業於北京演艺专修学院。2010年湖南卫视“快乐男声”搜狐网络直通区5强、全国300强，后成为“快乐天团8090”练习生；2013年再次参加快男比赛，最终获得湖南衛視“2013快乐男声”北京唱区冠军、全國第十名，比賽結束後簽約天娛傳媒。

## 主要经历
- 1988年出生于中国新疆维吾尔自治区乌鲁木齐市米东区，从小一直学习钢琴和大提琴，加之对艺术表演有浓厚的兴趣，长大后他选择了从艺。曾就读于北京现代音乐研修学院附中，大学毕业于北京演艺专修学院。此后北漂多年，参加过全国许多大大小小的比赛；
- 2007年 东方卫视《我型我秀》西安唱区16强；
- 2010年 湖南卫视“2010快乐男声”搜狐网络直通区5强。全国300进60被淘汰后，入选“快乐天团8090”20强练习生；
- 2011年 在蔡康永导演的微电影《纵身一跃》中出演男一号，与蔡康永、周迅、余文乐、黄立行对戏 [2]。同年，在陈映之导演的微电影《变幻的年代》中出演男二号，与那英、林宥嘉、杨子姗对戏[3]；
- 2013年 湖南卫视“2013快乐男声”北京唱区冠军。进入总决赛后，遗憾止步10进9，成为全国第十名。后参加2013快男全国巡回演唱会及合辑签售会，人气爆棚[4][5]；
- 2014年 发行首本个人写真集《礼物·遇见于朦胧》，并在北京、成都、香港[6]等地举行个人签售会[7][8]；
- 2015年 在乐视热门网络剧《太子妃升职记》中饰演男二号九王齐翰，又一次人气急升。同年，推出首张个人EP专辑《玩具》；
- 2017年 出演古装玄幻剧《三生三世十里桃花》、《轩辕剑之汉之云》。同年，推出首张个人同名Mini专辑，并获得“亚洲金曲大赏”内地年度最受欢迎全能艺人奖；
- 2018年 連同颖儿、张云龙、高伟光一起，获得“中国电视剧品质盛典”年度星锐剧星奖。同年，推出首支古风单曲《镜》；
- 2019年 领衔主演古装神话剧《新白娘子传奇》及两部都市青春剧《谁的青春不叛逆》、《青春抛物线》，推出单曲《月朦胧鸟朦胧》、《你早就知道》及《我的世界只能容下一个你》（《青春抛物线》片尾曲）。同年，作为优秀青年代表受邀参加两会特别访谈节目《两会青年说》；
- 2020年 领衔主演两部古装武侠剧《两世欢》、《明月曾照江东寒》，推出单曲《月光》（《明月曾照江东寒》片尾曲），及在湖南卫视、芒果TV、北京伯璟文化联合出品的人文历史类纪录片《中国》（第一季）中饰演汉武帝刘彻；
- 2021年 在东方卫视、优酷联合出品的男团竞演类综艺节目《追光吧！哥哥》中表现精彩，最终与陈志朋、符龙飞、付辛博、胡夏、刘维、檀健次一起成团，及在现代生活剧《约定》之《青年有为》单元中担当主演。

## 音乐作品

### 专辑
- 2015年12月31日，首张EP专辑《玩具》收錄《凝視》、《夢遊》、《世界》。
- 2017年1月1日，同名EP專辑收錄《自導自演》、《無罪》、《那些你教我的事》、《一個人過》、《夢未完待續》、《入戲》。
- 2019年11月20日，EP专辑《情歌》发行。

### 单曲
- 未收录在专辑里的歌曲

| 发行时间   | 歌曲                       | 备注                                             |
| ---------- | -------------------------- | ------------------------------------------------ |
| 2011年4月  | 《纵身一跃》               | 微电影《纵身一跃》同名主题曲                     |
| 2013年6月  | 《漩涡》（ft.彭青）        | 收录于彭青《弄城》专辑                           |
| 2013年8月  | 《追梦赤子心》             | 2013快男10强献唱；宁浩执导MV；2013快乐男声主题曲 |
| 2013年10月 | 《刚好》                   | 收录于2013快乐男声全国12强《追梦敢不敢》纪念合辑 |
| 2014年7月  | 《每一颗星辰》             | 2013快男12强献唱；2014快男电影《我就是我》主题曲 |
| 2015年1月  | 《回家过年吧》             | 群星合唱                                         |
| 2015年2月  | 《就这Young》              | 2013快男12强献唱；2015快男演唱会主题曲           |
| 2015年6月  | 《老爸老妈》               | 群星合唱                                         |
| 2015年10月 | 《凝视》                   | 电影《一刻十年》主题曲                           |
| 2017年5月  | 《一半》                   | 电视剧《轩辕剑之汉之云》片尾曲                   |
| 2018年11月 | 《未来已来》               | 群星合唱                                         |
| 2018年12月 | 《鏡》                     | 网络剧《新白娘子传奇》宣传曲；首支古风单曲       |
| 2019年8月  | 《回天有我》               | 群星合唱                                         |
| 2019年9月  | 《红旗飘飘》               | 群星合唱                                         |
| 2019年9月  | 《月朦胧鸟朦胧》           |                                                  |
| 2019年11月 | 《你早就知道》             |                                                  |
| 2019年11月 | 《我的世界只能容下一个你》 | 网络剧《青春抛物线》片尾曲                       |
| 2020年2月  | 《一直到黎明》             | 群星合唱                                         |
| 2020年6月  | 《不负韶华》（ft.李沁）    |                                                  |
| 2020年10月 | 《我的祖国》               | 群星合唱                                         |
| 2020年10月 | 《月光》                   | 网络剧《明月曾照江东寒》片尾曲                   |
| 2021年6月  | 《为爱护航》（ft.李一桐）  |                                                  |
| 2021年6月  | 《唱支山歌给党听》         | 群星合唱                                         |
| 2021年9月  | 《新疆好》                 |                                                  |
| 2022年2月  | 《不妨》                   |                                                  |
| 2022年8月  | 《邶风·静女》              |                                                  |

### 导演/监制MV
为自己执导的MV：
- 《回家过年吧》（2015）（与姜潮、谈莉娜、易易梓、谢彬彬、高泰宇合唱）
- 《凝视》、《梦游》（2015）

与童瑞汐合作执导自己的MV：
- 《镜》（2018）
- 《月朦胧鸟朦胧》、《你早就知道》（2019）

为其他歌手执导/监制的MV：
- 丁爽《61秒》（2010）
- 黄智博《幸福余温》（2011）
- 周旖喆《暗藏后悔》（2012）
- 王庆庆《花前月下》（2012）
- 李宥承《不变的承诺》（2014）
- 黄景瑜、陈燕妮《国旗之下》（2020）（监制）

## 影视作品

### 电视/网络剧
| 首播年份 | 剧名                         | 角色          | 備註     |
| -------- | ---------------------------- | ------------- | -------- |
| 2014年   | 《把爱带回家》               | 夏星尘        |          |
| 2015年   | 《太子妃升职记》             | 九王齐翰      | 网络剧   |
| 2016年   | 《世界辣么大》               | 段奕夫        | 网络剧   |
| 2017年   | 《三生三世十里桃花》         | 白真          |          |
| 2017年   | 《轩辕剑之汉之云》           | 徐暮雲        |          |
| 2018年   | 《凉生，我们可不可以不忧伤》 | 程天恩        | 特别出演 |
| 2019年   | 《新白娘子传奇》             | 许仙          | 网络剧   |
| 2019年   | 《谁的青春不叛逆》           | 鹿相          | 网络剧   |
| 2019年   | 《青春抛物线》               | 傅安晏        | 网络剧   |
| 2020年   | 《两世欢》                   | 景辭          | 网络剧   |
| 2020年   | 《明月曾照江东寒》           | 林放          | 网络剧   |
| 2021年   | 《约定》之《青年有为》单元   | 陈有为        | 网络剧   |
| 2023年   | 《温德瑞拉日记》             | 单良          | 网络剧   |
| 2024年   | 《永夜星河》                 | 李淮          | 网络剧   |
| 2024年   | 《一伞烟雨》                 | 南风意/白澤意 | 网络剧   |
| 2025年   | 《侠客行不通》               | 全能侠        | 网络剧   |
| 2025年   | 《临江仙》                   | 玄天使者      | 网络剧   |
| 待播     | 《长夜行》                   |               | 网络剧   |
| 待播     | 《霍去病》                   | 李敢          | 特邀出演 |
| 待播     | 《大中医》                   | 平安/王陵直   |          |

### 电视纪录片
| 首播年份 | 片名               | 角色   | 集数 | 備註                                   |
| -------- | ------------------ | ------ | ---- | -------------------------------------- |
| 2019年   | 《乡间的行者》     | 自己   | 8    | 中国青年报、网易公司联合出品           |
| 2020年   | 《中国》（第一季） | 汉武帝 | 12   | 湖南卫视、芒果TV、北京伯璟文化联合出品 |

### 微电影
| 上映日期       | 电影名                 | 角色     | 导演   | 合作艺人                     |
| -------------- | ---------------------- | -------- | ------ | ---------------------------- |
| 2011年5月12日  | 《纵身一跃》           | 朦胧     | 蔡康永 | 蔡康永、周迅、余文乐、黄立行 |
| 2011年9月2日   | 《变幻的年代》         | 中学同学 | 陈映之 | 那英、林宥嘉、杨子姗         |
| 2014年10月27日 | 《丛林游戏之丛林法则》 | 肖夏     | 彭青   | 居来提                       |

### 电影
| 上映年份 | 电影名               | 角色       | 备注               |
| -------- | -------------------- | ---------- | ------------------ |
| 2014年   | 《我就是我》         | 自己       |                    |
| 2014年   | 《临时同居》         | 中介业务员 | 友情客串           |
| 2014年   | 《成人记2》          | Calvin     | 网络电影           |
| 2015年   | 《听说爱情回来过》   | 胧胧       | 网络电影；友情客串 |
| 2015年   | 《一刻十年》         | 马萌       |                    |
| 2016年   | 《同城邂逅》         | 天豪       |                    |
| 2016年   | 《催命符之劫后重生》 | 錢少爺     |                    |
| 2016年   | 《为爱放手》         | 穆奇       |                    |
| 2017年   | 《夜闯寡妇村》       | 谭刚       |                    |

## 固定综艺
| 播出时间                     | 播出平台       | 节目名称       | 集数 | 备注                   |
| ---------------------------- | -------------- | -------------- | ---- | ---------------------- |
| 2019年4月11日-6月26日        | 爱奇艺         | 喜欢你我也是   | 12   | 恋爱推理类，真人实境秀 |
| 2020年12月5日-2021年2月27日  | 东方卫视、优酷 | 追光吧！哥哥   | 12   | 男团竞演类，真人舞台秀 |
| 2021年4月6日-2021年7月6日    | 芒果TV         | 初入职场的我们 | 12   | 职场关怀类，真人实境秀 |
| 2021年12月10日-2022年2月25日 | 东方卫视       | 冠军对冠军     | 12   | 体育对抗类，真人实境秀 |

## 出版书籍
- 2013年12月10日，2013快乐男声全国12强纪实书《哪怕世界从未听我的》（湖南文艺出版社出版）
- 2014年2月23日，首本个人写真集《礼物·遇见于朦胧》（湖南文艺出版社出版）

## 獎項
| 年份   | 颁奖典礼                 | 奖项                     | 备注                         |
| ------ | ------------------------ | ------------------------ | ---------------------------- |
| 2014年 | 国际大学生微电影盛典     | 最佳独立制作奖           | 微电影《丛林游戏之丛林法则》 |
| 2014年 | 全明星风尚盛典           | 风尚新晋男演员奖         |                              |
| 2017年 | 第二届亚洲金曲大赏       | 内地年度最受欢迎全能艺人 |                              |
| 2017年 | 第一届微博影响力盛典     | 年度新锐艺人             |                              |
| 2018年 | 第三届中国电视剧品质盛典 | 年度星锐剧星             |                              |
| 2019年 | 凤凰时尚盛典             | 年度时尚气质榜样         |                              |
| 2021年 | 费加罗风尚盛典           | 年度风尚星光魅力奖       |                              |

## 社会活动
- 2016年3月12日[註 3]，于朦胧与Origins悦木之源合作发起公益植树活动；4月22日[註 4]，于朦胧被Origins悦木之源与中国绿化基金会授予“悦木之源地球月环保宣传大使”称号。
- 2017年6月10日，于朦胧作为宝路形象大使助力宝路“交换卡里，真心为汪好”线下公益活动。
- 2018年11月16日，由共青团北京市委员会、中国青年报社联合出品，北京青少年艺术服务中心、中青在线、酷我音乐共同打造的《未来已来》MV正式上线。于朦胧作为正能量偶像之一参演，代表新青年发声，大声宣告：放飞梦想，未来已来！
- 2019年2月9日，于朦胧受邀参加央视“2019唱响新时代”陕西西安站活动；3月9日，作为优秀青年代表参加两会特别节目《两会青年说》。
- 同年4月19日，“首届长三角青年志愿服务交流大会暨2019上海青年公益盛典”在上海群艺馆举行，于朦胧受邀出席－－因积极倡导公益，参与的“关注孤贫白血病患儿”、“熊猫守护者”等公益项目无一不在传递诚信与正能量，他被活动方授予“诚信行动”宣传大使称号；5月2日，作为青年文艺工作者代表参加湖南卫视五四文艺晚会；5月22日[註 5]，携手云山保护（大理白族自治州生物多样性保护与研究中心），呼吁关注极度濒危的天行长臂猿。
- 同年8月16日，北京卫视发布《回天有我》MV，于朦胧与关晓彤、张凯丽、李菁作为“回天志愿者”，与当地各行各业代表一起倾情参与，凸显了“回天”居民阳光向上的精神面貌及安居乐业的美好景象，展示了《优化提升回龙观天通苑地区公共服务和基础设施三年行动计划（2018-2020年）》实施一年来“回天”地区方方面面的发展变化和治理成效；8月25日，作为优秀青年演员代表出席由国家广播电视总局主办的“优秀电视剧百日展播活动” ；9月5日，作为爱心大使助力“希望工程1+1”助学行动；9月20日，同样在“回天”拍摄、当地两千多名群众参加、于朦胧等更多明星志愿者们献唱的庆祝新中国成立70周年的《红旗飘飘》MV燃情上线；10月17日[註 6]，携手享物说·享物公益基金会助力上海市闵行区爱心童书捐赠活动。
- 2020年1月8日，于朦胧受中国文联邀请，出席“百花迎春——中国文学艺术界春节大联欢”活动；2月10日，与80多位文体明星共同演绎公益歌曲《一直到黎明》，为中国抗疫加油；9月5日，作为爱心大使助力“希望工程·彩虹活力包－－青少年体育帮扶计划”，致力于为大山孩子带去运动活力和快乐童年；10月1日，参加央视“江山如画国庆音乐会”；10月3日，参加央视“我们的中国梦·文化进万家－－心连心”慰问演出。
- 2021年7月，于朦胧为河南水灾捐款50万元人民币。
- 2022年2月1日，参加《文艺中国2022新春特别节目》；2月2日，参加《百花迎春》晚会，演唱歌曲《共同家园》；5月3日，参加河南卫视《“青春万岁”2022五四青年节特别节目》，和于湉共同演唱歌曲《革命人永远是青春》；5月23日，参加由中国文联主办的“与人民同行”——纪念毛泽东同志《在延安文艺座谈会上的讲话》发表80周年特别节目；10月，参加《永远跟党走·奋进新征程——中国视协电视文艺节目》，演唱歌曲《人民江山》；11月20日，参加《时代风尚——中国文艺志愿者致敬大国重器特别节目》。